# Watermolen van Kratochvíl
De molen van Kratochvíl (Tsjechisch: Kratochvílův mlýn, Duits: Otrubo Mühle) was een watermolen in Tsjechië, gelegen aan de rivier Jihlava bij de dorpen Červená Lhota en Číhalín in het district (okres) Třebíč in de huidige Tsjechische regio (kraj) Vysočina en in de historische regio Zuid-Moravië.
Deze locatie was tot 1953 een watermolen die twee waterwielen aandreef voor het malen van graan en zagen van hout. De molen raakte in verval en in 1978 werd deze verkocht aan een tapijtfabriek. De oude molen werd afgebroken en op de fundamenten werd een hotel gebouwd voor de arbeiders van de tapijtfabriek. Na de revolutie in 1989 ging de tapijtfabriek failliet en werden plannen om een turbine te plaatsen niet uitgevoerd. Er was al een turbine aangeschaft, maar deze werd door een van de latere eigenaren als oud ijzer verkocht. De waterloop naar de molen werd hersteld. In 2012 werd gestart met de herbouw van de watermolen.